# Olimpiòstenes
Olimpiòstenes (grec antic: Ολυμπιοσθένης, llatí: Olympiosthenes) fou un escultor de l'antiga Grècia. Es desconeix el seu lloc de naixement.
És conegut perquè va fer tres de les estàtues de les Muses que eren al Mont Helicó. Les altres sis van ser fetes per Cefisòdot i Estrongilió, segons Pausànias, que no aclareix si era Cefisòdot el vell o Cefisòdot el jove. Com que Estrongilió era contemporani de Praxíteles, Cefisòdot havia de ser el Vell, i tots tres contemporanis l'un de l'altre, cosa que els situaria entorn de l'any 370 aC.